# Mét lùng
Mét lùng (danh pháp: Clitoria hanceana) là một loài thực vật có hoa trong họ Đậu. Loài này được Hemsl. miêu tả khoa học đầu tiên.